# 双角互敬蟹
双角互敬蟹（学名：Hyastenus diacanthus）为蜘蛛蟹科互敬蟹属的动物。分布于朝鲜海峡、日本、新西兰、澳大利亚东岸、印度尼西亚、新加坡、暹罗湾、安达曼群岛、拉克代夫群岛、斯里兰卡，包括广东、东海等海域，生活环境为海水，主要生活于水深50-100米的泥质以及泥沙质或杂有贝壳的海底。